# باغ مشارکتی
باغ مشارکتی یا باغ اجتماع (به انگلیسی: Community garden) فضای سبزی است که معمولاً در نقاط بی‌استفاده شهرها ایجاد می‌شود و شهروندان عادی به‌صورت داوطلبانه و جمعی آن را مدیریت می‌کنند. باغ می‌تواند تحت مالکیت دولتی یا خصوصی باشد.

## معرفی
تعریف استاندارد باغ مشارکتی چنین است: «باغ‌های مشارکتی، قطعاتی هستند که در واکنش به نیازهای جامعه‌ای که در آن قرار دارند، ایجاد می‌شوند و مدیریت آنها محلی است. این باغ‌ها ممکن است با سایر مراکز مثل شهرداری‌ها یا مدارس ارتباط داشته باشند اما اغلب مستقل هستند. هدف باغ‌های مشارکتی، لزوماً رشد گیاهان نیست، بلکه ممکن است با هدف ایجاد فضای مطبوع، تفریح، ایجاد تنوع زیستی یا باغداری درمانی تأسیس شوند. بسیاری از این باغ‌ها دارای قسمتی برای رشد میوه و سبزیجات هستند.» (تعریف سازمان فضای سبز اسکاتلند) در سال‌های اخیر، باغ‌های مشارکتی خصوصاً در کشورهای توسعه‌یافته مورد توجه قرار گرفته‌اند. ایجاد این باغ‌ها چند هدف را دنبال می‌کند از جمله: بازآفرینی فضاهای شهری بلااستفاده، پایداری محیط‌زیستی، افزایش تنوع زیستی در محیط‌زیست شهری و افزایش مناطق به‌دام‌اندازی کربن از طریق کاشت درخت و پروژه‌های تولید غذای محلی.
باغ‌های مشارکتی را باید بخشی از شبکه گسترده‌تر و در حال ظهور «کشاورزی شهری» دانست که شامل «کشاورزی با حمایت جامعه» (CSA)، باغ‌های بازارمحور و تقسیم بذر می‌شود. باغ‌های مشارکتی، به‌خودی‌خود نمی‌توانند محصولات کافی برای مصرف شهر را فراهم کنند، اما فرصت‌های شغلی و آموزشی مهمی فراهم می‌کنند و دارای پتانسیل فراوانی هستند و می‌توانند توسعه یابند و نیازمند پشتیبانی سیاستی مناسب هستند.